# كوزيو (أين)
كوزيو (بالفرنسية: Cuzieu)‏ هي بلدية فرنسية تقع في إقليم الأين في فرنسا. رمز إنسي لها هو:1141. أما الرمز البريدي لها فهو: 1300.